# Bructères
 (octobre 2009).
Si vous disposez d'ouvrages ou d'articles de référence ou si vous connaissez des sites web de qualité traitant du thème abordé ici, merci de compléter l'article en donnant les références utiles à sa vérifiabilité et en les liant à la section « Notes et références ».
Les Bructères sont un peuple germanique. Ils s'établirent au début de notre ère à Hanovre et en Westphalie. Leur territoire était compris entre la Lippe et les sources de l'Ems et autour de la ville de Soest.

## Histoire
À partir de -12, les Bructères furent soumis en même temps que les Sicambres et les Usipètes, par le général romain Nero Claudius Drusus, qui pénétra dans leur pays par la rivière Lippe, établissant le camp d'Aliso sur ses berges. Les Chauques, les Chattes et les Chérusques furent aussi soumis jusqu'à l'Elbe.
Tibère continua la conquête après le décès de Drusus en -8. Les Ubiens, alliés des Romains, furent transférés sur la rive gauche du Rhin près de Cologne.
Mais en l'an 1, les Germains se soulevèrent. En l'an 4, Tibère franchit à nouveau le Rhin et soumet à nouveau les Bructères, les Chérusques, les Hattuaires. Les territoires des Sicambres et des Bructères étaient totalement soumis au joug de Rome et commençaient à se transformer sous la présence romaine.
Puis Quinctilius Varus fut nommé commandant en chef des troupes de Germanie et tout se dégrada. Il voulut à toute force imposer le droit romain et sa notion de la propriété privée (inconnue chez les Germains) et supprimer les coutumes locales, notamment le Thing, assemblée où le compagnon était jugé par ses pairs.
Ce fut la révolte générale, animée par le chérusque Arminius, à laquelle se joignirent les Bructères.
Ils participèrent à la lutte contre les Romains jusqu'à la défaite de Varus au Teutoburg.
En 58, le chef des Ampsivariens Boiocalus demande leur aide ainsi que celle des Tenctères pour un conflit de terre sur le Rhin inférieur avec les Romains. Mais sous la menace de Rome, ni eux ni les Tenctères ne bougeront.
En 69, en Germains libres, ils soutiennent la révolte des Bataves pour soutenir Vespasien. Ils y sont poussés par leur fameuse vierge prophétesse Velléda qui leur prédisait la victoire et qui joua un rôle diplomatique entre eux et les Romains. Lors de leur défaite en 77 ou 78 par C. Rutilius Rufus elle fut menée à Rome en triomphe.
Ils furent envoyés plusieurs fois aux jeux du cirque.
Tacite affirme qu'ils furent alors détruits (comme les Ampsivariens). Mais ils vont réapparaître plus tard, peut-être avec des liens plus forts avec les autres Francs.
Ils envahirent plusieurs fois la rive gauche du Rhin en effectuant des razzias, notamment en 250, etc.
En 306, des bandes franques pillent la région du Rhin. Parmi elles se trouvent Ascaric et Mérogaise (ou Ragaise), qualifiés de "rois francs". Ils ne sont probablement que de simples chefs de guerre élus ou proclamés rois par leurs guerriers, le peuple qu'ils gouvernent est probablement celui des Bructères (Settipani, Kurth, Rouche).
En 310, Constantin remporte des campagnes victorieuses contre les Francs et les Alamans unis aux Bructères, aux Chamaves, aux Chérusques et aux Tubantes. Ascaric et Mérogaise seront capturés par Constantin qui les fait jeter aux fauves a Trèves.
En 388, avec les Chattes et les Ampsivariens, ils ravagèrent la rive gauche du Rhin et Cologne. Durant l'hiver 389, le général romain Arbogast se rendit à Cologne et, traversant le Rhin, ravagea en représailles le pays des Bructères, qui est le plus près de la rive, et un village chamave, sans que personne se présentât, si ce n'est quelques Ampsuares ou Chattes (Sulpice Alexandre, d'après Grégoire de Tours).
Mais le 31 décembre 406, comme les autres Francs chargés de soutenir Rome, ils ne participèrent pas aux grandes invasions (Vandales, Suèves, Alains) qui débutèrent à Mayence sur le Rhin gelé et défendirent le limes romain.
D'après Ferdinand Lot, ils constitueraient l'essentiel des Francs ripuaires (le terme n'apparait qu'en 727), avec des Ampsivariens et des Tenctères (peut-être se sont-ils regroupés à la suite des différentes défaites contre Rome et des assauts des Alamans et des grandes invasions). Après 410, ils auraient envahi toute la rive ouest du Rhin jusqu'à la forêt Charbonnière, de Cologne à Mayence en prenant Trèves. En 428, Aetius leur reprend Trèves et les installe comme fédérés pour Cologne et Mayence. Ils n'auraient repris le cours moyen de la Moselle et Trèves qu'après 454 à la mort d'Aetius. Leur capitale sera Cologne. Ce sera le noyau de l'Austrasie.
La langue de Charlemagne était le francique ripuaire ou bructère.